# Kije (zespół muzyczny)
Kije – zespół/projekt muzyczny założony w 2001 roku w Toruniu przez Sławomira Ciesielskiego, perkusistę zespołów Republika, Opera i Kobranocka. Projekt opiera się na instrumentach perkusyjnych, a w jego skład, poza założycielem, wchodzą Ryszard Guz, Rafał Ratajczak, Sławomir Bardadyn i Łukasz Wasielewski.

## Kariera zespołu
Zespół zadebiutował podczas I Koncertu Pamięci Grzegorza Ciechowskiego, 21 grudnia 2002 w toruńskiej „Od Nowie”. W roku 2003 oraz 2004 zespół ponownie wystąpił na kolejnych edycjach tegoż festiwalu. W maju 2003 roku nagrał materiał w studiu bydgoskiego radia „PiK”, a we wrześniu 2004 grupa zagrała koncert w klubie „Parlament” w Gdańsku. Od czerwca do października 2006 roku zespół nagrał materiał na swoją debiutancką płytę w studiu radia „PiK”, która to ukazała się 14 marca 2008 roku nakładem wydawnictwa EMI.

## Płyta „Sławek Ciesielski i Kije”
1. „Lodówka (szron)” – 7:10
2. „Dziwne techno 2" – 4:03
3. „Śmierć w bikini” – 4:33
4. „Basenowy” – 4:25
5. „Łowy w dżungli” – 5:12
6. „Mamut” – 4:55
7. „Oye como va” – 3:44
8. „Inne techno 1" – 4:30
9. „Oranż” – 4:24
10. „Halucynacje” – 6:22
11. „Układ sił” – 5:00

Autorem muzyki są Sławomir Ciesielski (utwory 1, 2, 4, 5, 6, 8, 9 i 11), Grzegorz Ciechowski (utwory 3 i 10) oraz Tito Puente (utwór 7)